# 馬德雷山脈 (菲律賓)
馬德雷山脈（Sierra Madre）是菲律賓最長的一條山脈，位於呂宋島的東側，呈現南北走向，從北部的卡加延省往南經過伊莎貝拉省、季里諾省、奧羅拉省，直到奎松省的北部。全長540公里。

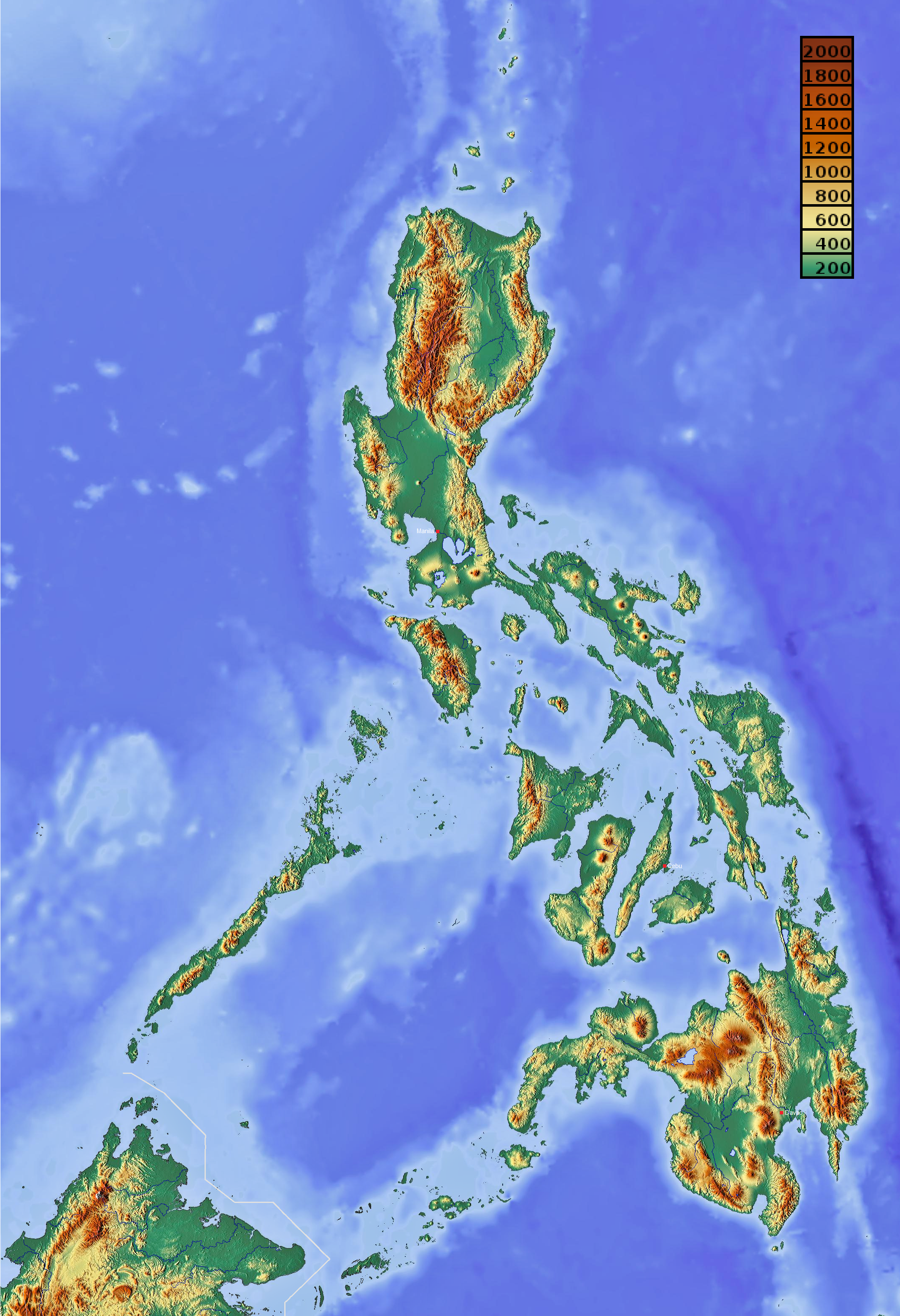
菲律賓群島地形圖，馬德雷山脈位在呂宋島東側

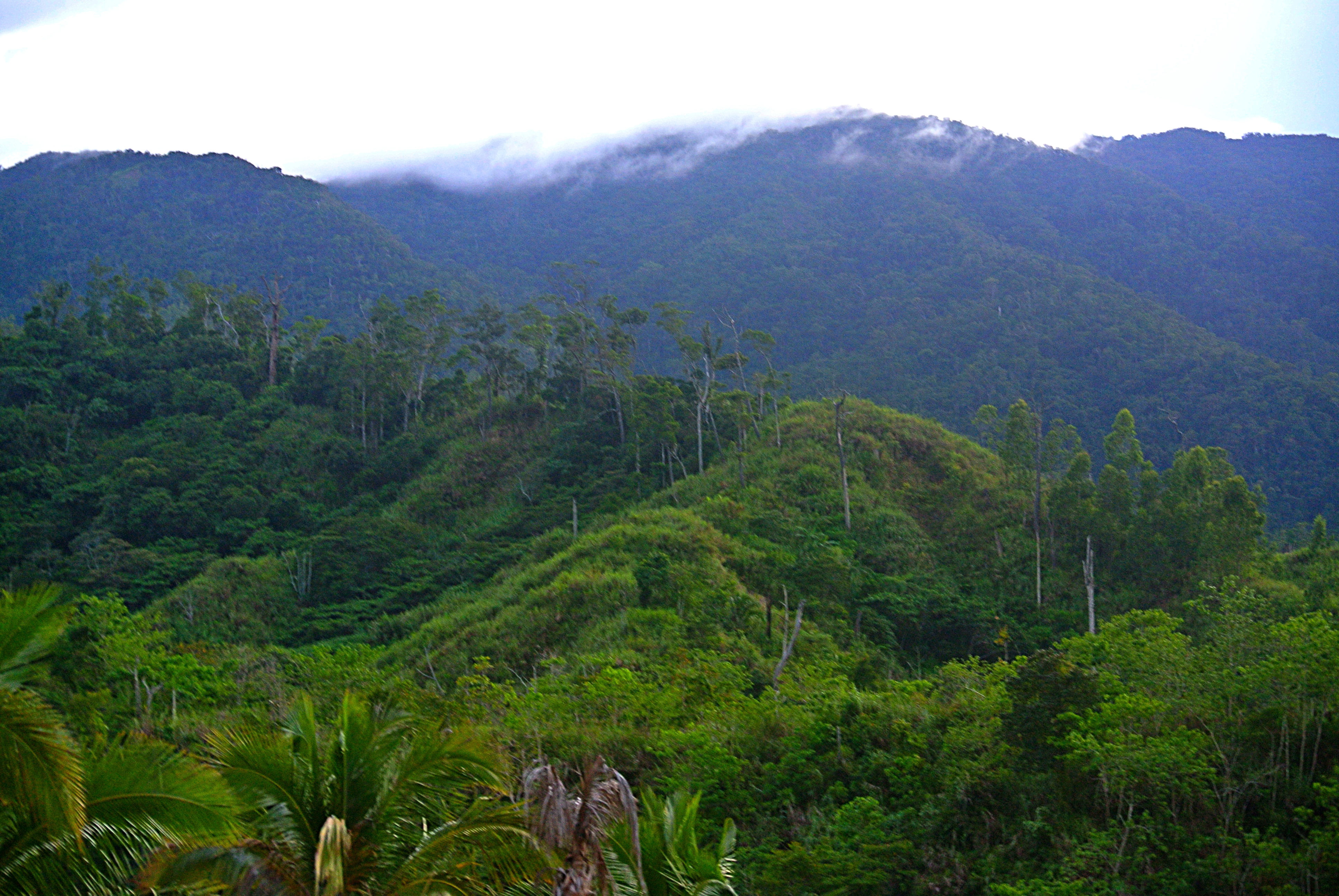
馬德雷山脈（北部）

呂宋島東北部的卡加延河谷即為馬德雷山脈與中央山脈之間的開闊谷地。在較南側，馬德雷山脈與中央山脈透過卡拉巴略山脈相連。馬德雷山脈的最高峰難以判定，最有可能為賓托德山（Bintuod）或圭萬山（Guiwan），兩者海拔皆約1,900公尺。馬德雷山脈在伊莎貝拉省境內部分被劃為北馬德雷山脈自然公園，其為菲律賓境內生物多樣性最高的區域，自2006年起被聯合國教科文組織列為潛在世界遺產。